# Koukouli (Ioannina)
Koukouli (Grieks: Κουκούλι) (koinotita) is een dorp in de Griekse bestuurlijke regio (periferia) Epirus. Het maakt deel uit van de deelgemeente (dimotiki enotita) Tymfi, fusiegemeente (dimos) Zagori, aan het zuidelijke uiteinde van de Vikoskloof.

## Geschiedenis
Koukouli werd opgericht in de 13e eeuw. Het werd in 1430 opgenomen in een verdrag tussen de toen 14 dorpen in Zagori en de Ottomanen. Vanaf dat moment vormden deze dorpen tot in 1868 een autonome federatie met eigen privileges. Krachtens de privileges, die voornamelijk waren toegekend dankzij de invloed van rijke Zagorianen bij de Verheven Porte, was Zagori autonoom, met een eigen regering onder de hoede van de Vekili van Zagori. 
In de 18e eeuw werden vele inwoners kooplui, die naar het buitenland verhuisden en flinke winst maakten. Voorafgaand aan de Tweede Wereldoorlog verhuisden veel inwoners naar Macedonië.
Vandaag de dag is Koukouli evenals de rest van Zagori een toeristenbestemming, met name in de winterperiode. Gebouwen als de beide scholen en de historische herberg, allemaal met hun kenmerkende traditionele bouwstijl, fungeren dan als hotels voor de vele toeristen.